# 다이센시
다이센시(일본어: 大仙市)는 일본 아키타현 남동부에 있는 시이다. 2005년 3월 22일에 오마가리 센보쿠 지역의 8개 시정촌이 합병해 탄생한 시이다. 도쿄 23구보다 넓은 면적을 가진다.
현 중앙부에 펼쳐진 데와산지에서 일본 유수의 곡창지대인 요코테분지 북부의 센보쿠평야, 오우산맥의 마히루산지까지 광범위하게 걸쳐 있다. 이 때문에 하나의 시이지만 8개 지역마다 문화와 자연 차이를 보인다. 그 중에서 오마가리 지구는 시의 중심부로 시청이 있으며 국가나 현의 각종 행정 파견기관도 오마가리 지구에 집중한다. 또한 교통의 요충지로 지역의 주요 도로와 철도가 집중한다. 그리고 매년 8월에는 오모노강 하천 부지 운동 공원에서 전국 불꽃 경기 대회가 열려 일본 각지에서 수십만 명의 사람들이 방문한다.
그 외의 지역에는 농업 지대와 자연이 펼쳐진다. 센보쿠평야에는 구획이 정비된 넓은 곡창지대, 동부에는 와가산괴 남단의 원생 자연, 서부에는 데와산지의 완만한 구릉과 숲이 각각 펼쳐진다. 시 이름인 '다이센'의 유래는 오마가리시와 센보쿠군의 머리 글자인 '大'와 '仙'을 취한 것이다.

## 지리
동쪽은 오우산맥 마히루산지, 서쪽은 현 중앙부에 펼쳐진 데와산지, 남쪽은 오모노강과 요코테강 사이에 끼어 있는 가쿠마가와정, 북쪽은 오이시다케 정상에서 조금 남하한 부근을 경계로 한다. 서부 데와산지의 산들과 동부의 오우산맥이 요코테분지 북부의 센보쿠평야를 둘러싸고 있다.

### 지형
남부에서 북서부로 오모노강이 흐른다. 또 오모노강의 지류인 다마강은 북부에서 중앙부까지 흘러 진구지 지구의 진구지다케 부근에서 합류한다.
다이센시의 최고봉은 다이센시 동부의 오타정에 있는 고스기산(1,229m)이다. 이 주변은 마히루산지·와가산괴의 일부이며 마키마히루 현립 자연공원으로 지정되어 있다. 고스기산 외에 야쿠시다케나 시라이와다케 등 고도가 높은 산들이 늘어서 있고 마키계곡 등 계곡이 형성되어 있다. 서부에는 데와산지의 완만한 구릉이 펼쳐져 있다.

### 기후
도호쿠 지방의 여름과 겨울에 부는 계절풍은 동부에 위치한 오우산맥에 부딪친다. 이를 기준으로 태평양측 기후와 동해측 기후를 나눌 수 있다. 그 중 다이센시의 기후 구분은 동해측 기후로 분류된다.
여름은 태평양에서 불어 오는 계절풍이 차단되어 맑은 날이 많고 높새바람 때문에 특히 평야부(센보쿠평야)에서는 폭염과 열대야가 지속되는 날이 있다. 겨울은 동해에서 불어 오는 습하고 차가운 바람이 아키타평야를 넘어 데와산지의 산에 부딪치면서 요코테분지를 거쳐 오우산맥에 이른다. 그 때문에 강설량이 많고 기온이 낮다. 시 전역이 폭설 지대이며 특히 구 교와정 지역은 특별폭설지대로 지정되어 있다. 또 봄이나 가을에는 개이는 날이 많지만 기온은 낮고 춥게 느껴지는 경우도 있다.

## 역사
- 2005년 3월 22일 - 오마가리시와 센보쿠군의 6정 1촌(가미오카정·니시센보쿠정·나카센정·교와정·난가이촌·센보쿠정·오타정)이 합병해 성립하였다.

## 교통

### 철도
- 동일본 여객철도
  - 아키타 신칸센
  - 오우 본선
  - 다자와코선

### 도로
- 아키타 자동차도
- 국도 13호선
- 국도 46호선
- 국도 105호선
- 국도 341호선

## 인구
| 연도 | 인구    | ±% p.a. |
| ---- | ------- | ------- |
| 1920 | 87,814  | —       |
| 1930 | 98,449  | +1.15%  |
| 1940 | 101,120 | +0.27%  |
| 1950 | 121,695 | +1.87%  |
| 1960 | 120,366 | −0.11%  |
| 1970 | 108,378 | −1.04%  |

| 연도 | 인구    | ±% p.a. |
| ---- | ------- | ------- |
| 1980 | 106,428 | −0.18%  |
| 1990 | 103,564 | −0.27%  |
| 2000 | 98,326  | −0.52%  |
| 2010 | 88,299  | −1.07%  |
| 2020 | 77,657  | −1.28%  |

|  | 이 그래프는 더 이상 지원되지 않는 레거시 그래프 확장 기능을 사용하고 있습니다. 새로운 차트 확장 기능으로 변환해야 합니다. |

|                                              | |
| 다이센시의 전국의 연령별 인구 분포（2005년） | 다이센시의 연령·남녀별 인구 분포（2005년）                                                                                |
| ■자주색 ― 다이센시 ■녹색 ― 일본전국          | ■파랑색 ― 남자 ■빨간색 ― 여자                                                                                             |
| · 다이센시（에 해당되는 지역）의 인구추이    | |
| 일본 총무성 통계국 국세조사 결과             | |
|                                              | 이 그래프는 더 이상 지원되지 않는 레거시 그래프 확장 기능을 사용하고 있습니다. 새로운 차트 확장 기능으로 변환해야 합니다. |

## 기후
| 다이센시 오마가리의 기후                                     | 다이센시 오마가리의 기후 | 다이센시 오마가리의 기후 | 다이센시 오마가리의 기후 | 다이센시 오마가리의 기후 | 다이센시 오마가리의 기후 | 다이센시 오마가리의 기후 | 다이센시 오마가리의 기후 | 다이센시 오마가리의 기후 | 다이센시 오마가리의 기후 | 다이센시 오마가리의 기후 | 다이센시 오마가리의 기후 | 다이센시 오마가리의 기후 | 다이센시 오마가리의 기후 |
| 월                                                           | 1월                      | 2월                      | 3월                      | 4월                      | 5월                      | 6월                      | 7월                      | 8월                      | 9월                      | 10월                     | 11월                     | 12월                     | 연간                     |
| ------------------------------------------------------------ | ------------------------ | ------------------------ | ------------------------ | ------------------------ | ------------------------ | ------------------------ | ------------------------ | ------------------------ | ------------------------ | ------------------------ | ------------------------ | ------------------------ | ------------------------ |
| 역대 최고 기온 °C (°F)                                       | 10.2 (50.4)              | 12.2 (54.0)              | 20.4 (68.7)              | 31.2 (88.2)              | 32.9 (91.2)              | 34.3 (93.7)              | 37.6 (99.7)              | 37.3 (99.1)              | 35.7 (96.3)              | 31.3 (88.3)              | 23.6 (74.5)              | 17.6 (63.7)              | 37.6 (99.7)              |
| 일평균 최고 기온 °C (°F)                                     | 1.4 (34.5)               | 2.5 (36.5)               | 6.7 (44.1)               | 14.5 (58.1)              | 20.7 (69.3)              | 24.7 (76.5)              | 27.7 (81.9)              | 29.4 (84.9)              | 25.3 (77.5)              | 18.7 (65.7)              | 11.2 (52.2)              | 4.0 (39.2)               | 15.6 (60.0)              |
| 일일 평균 기온 °C (°F)                                       | −1.6 (29.1)              | −1.1 (30.0)              | 2.2 (36.0)               | 8.7 (47.7)               | 14.9 (58.8)              | 19.6 (67.3)              | 23.2 (73.8)              | 24.3 (75.7)              | 19.9 (67.8)              | 13.1 (55.6)              | 6.5 (43.7)               | 0.8 (33.4)               | 10.9 (51.6)              |
| 일평균 최저 기온 °C (°F)                                     | −5.1 (22.8)              | −4.8 (23.4)              | −2.1 (28.2)              | 3.3 (37.9)               | 9.8 (49.6)               | 15.4 (59.7)              | 19.6 (67.3)              | 20.3 (68.5)              | 15.6 (60.1)              | 8.3 (46.9)               | 2.3 (36.1)               | −2.2 (28.0)              | 6.7 (44.0)               |
| 역대 최저 기온 °C (°F)                                       | −16.8 (1.8)              | −17.6 (0.3)              | −12.9 (8.8)              | −9.6 (14.7)              | −0.5 (31.1)              | 6.2 (43.2)               | 11.7 (53.1)              | 11.3 (52.3)              | 3.7 (38.7)               | −1.3 (29.7)              | −9.4 (15.1)              | −16.2 (2.8)              | −17.6 (0.3)              |
| 평균 강수량 mm (인치)                                        | 150.7 (5.93)             | 111.0 (4.37)             | 105.9 (4.17)             | 99.3 (3.91)              | 113.8 (4.48)             | 128.8 (5.07)             | 212.1 (8.35)             | 212.4 (8.36)             | 166.4 (6.55)             | 158.6 (6.24)             | 183.6 (7.23)             | 175.3 (6.90)             | 1,819.4 (71.63)          |
| 평균 강수일수 (≥ 1.0 mm)                                     | 22.7                     | 19.3                     | 16.8                     | 13.3                     | 12.1                     | 11.1                     | 13.4                     | 12.5                     | 13.3                     | 15.4                     | 19.3                     | 22.8                     | 192                      |
| 평균 월간 일조시간                                           | 34.0                     | 56.7                     | 107.3                    | 160.3                    | 190.1                    | 174.8                    | 148.6                    | 182.5                    | 146.5                    | 129.2                    | 84.8                     | 41.5                     | 1,460.9                  |
| 출처: 일본 기상청 (평년값: 1991년~2020년, 극값: 1976년~현재) |                          |                          |                          |                          |                          |                          |                          |                          |                          |                          |                          |                          |                          |

## 가공
짱구는 못말려의 등장인물인 신영식(일본명: 노하라 히로시)의 출신지이기도 하다.